# San José Buenavista, Eloxochitlán de Flores Magón
San José Buenavista är en ort i Mexiko.   Den ligger i kommunen Eloxochitlán de Flores Magón och delstaten Oaxaca, i den sydöstra delen av landet, 280 km sydost om huvudstaden Mexico City. San José Buenavista ligger 1 204 meter över havet och antalet invånare är 443.
Terrängen runt San José Buenavista är kuperad åt sydost, men åt nordväst är den bergig. Runt San José Buenavista är det tätbefolkat, med 369 invånare per kvadratkilometer. Närmaste större samhälle är Huautla de Jiménez, 8,7 km söder om San José Buenavista. I omgivningarna runt San José Buenavista växer i huvudsak städsegrön lövskog.